# Hongnong-eup
Hongnong-eup (koreanska: 홍농읍)  är en köping i kommunen Yeonggwang-gun i provinsen Södra Jeolla i den sydvästra delen av Sydkorea, 250 km söder om huvudstaden Seoul. 